# HMS Wensleydale (L86)
«Венслідейл» (L86) (англ. HMS Wensleydale (L86) — військовий корабель, ескортний міноносець типу «Хант» «III» підтипу Королівського військово-морського флоту Великої Британії за часів Другої світової війни.
«Венслідейл» закладений 28 липня 1941 року на верфі компанії Yarrow Shipbuilders у Скотстоні. 20 червня 1942 року він був спущений на воду, а 20 жовтня 1942 року увійшов до складу Королівських ВМС Великої Британії.
Ескортний міноносець «Венслідейл» брав участь у бойових діях на морі в Другій світовій війні, бився у Північній Атлантиці, супроводжував транспортні конвої союзників, підтримував висадку морського десанту в Нормандії.
5 серпня 1944 року в протоці Ла-Манш неподалік від Ньюгевена «Венслійдейл» і фрегат «Стейнер» затопили німецький підводний човен U-671. 20 серпня південніше Брайтона «Венслідейл» разом з есмінцями «Форестер» та «Відет» глибинними бомбами потопив німецький підводний човен U-413.
За проявлену мужність та стійкість у боях бойовий корабель заохочений чотирма бойовими відзнаками.

## Історія служби

### 1943
22 жовтня 1943 року група британських кораблів, у складі крейсера «Карібдіс», есмінців «Гренвілль» та «Рокет», 4 ескортних міноносців типу «Хант»: «Лімбурн», «Венслейдейл», «Телібон» і «Стівенстоун» вступила в бій з німецькими кораблями біля островів Сет-Іль. Німецька група прикриття суховантажу «Мюнстерленд» включала 5 міноносців типу «Ельбінг» (T22, T23, T25, T26 і T27) з 4-ї флотилії міноносців під командуванням Франца Коглафа. У зіткненні крейсер «Карібдіс» був уражений двома торпедами, випущеними з міноносців T23 і T27 та за півгодини затонув. «Лімбурн» також отримав серйозне пошкодження від ураження торпедою й був пізніше затоплений есмінцем «Рокетом». Німці прорвалися без втрат.
Весною 1944 року корабель прибув до складу сил, які готувалася до підтримки висадки морського десанту в Нормандію. У період з 30 березня до 19 квітня «Венслідейл» діяв разом із британськими есмінцями «Бріссенден», «Танатсайд», «Хайда», «Мелбрейк» і «Ашанті» та канадським «Гурон» з прикриття морських навчань у контексті підготовки до морської десантної операції.